# Tableau économique

Tableau économique di François Quesnay

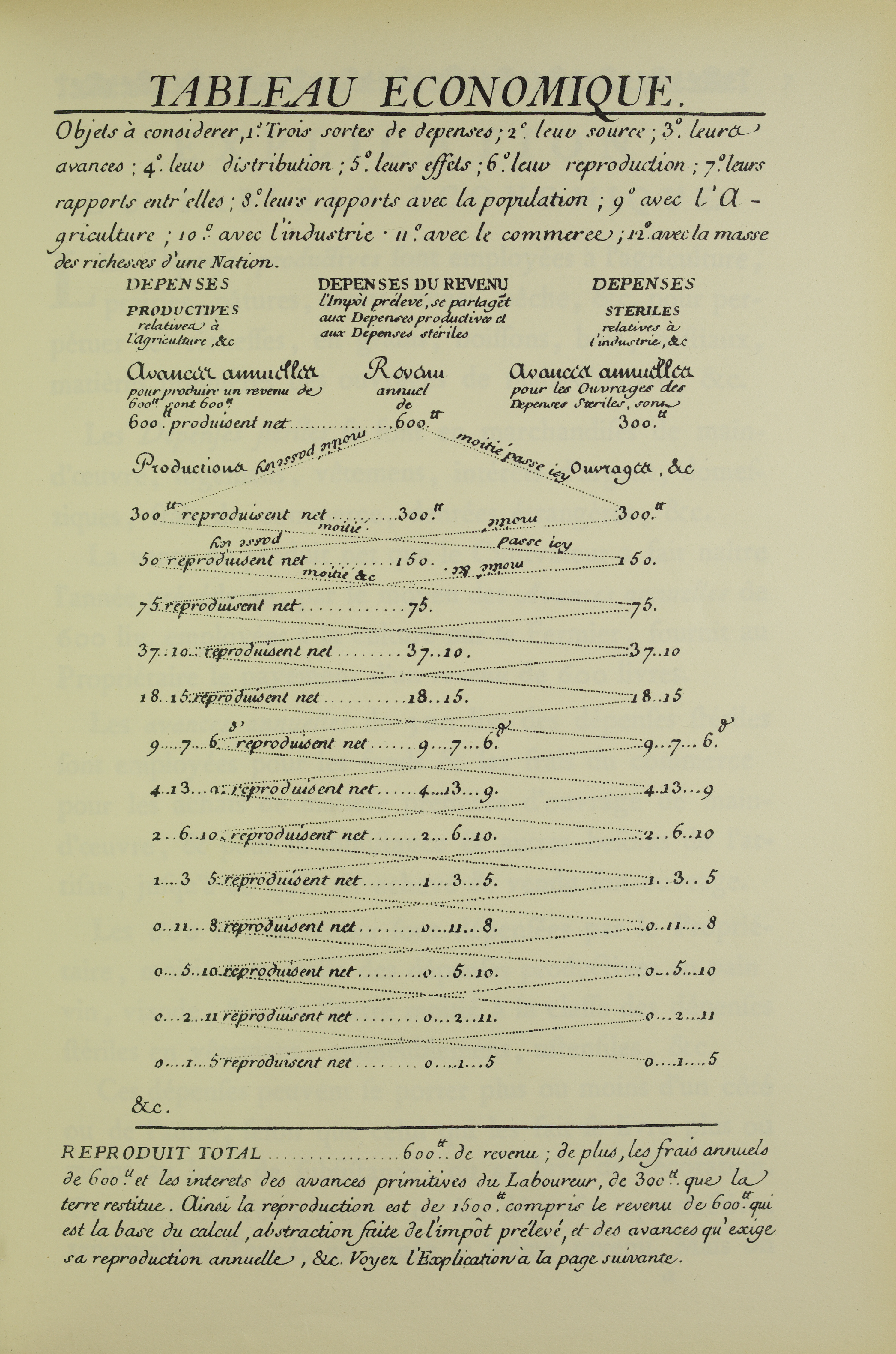
Tableau economique, 1965

Il Tableau économique è un modello fisiocratico nel quale la società è divisa in tre classi:
1. Proprietari terrieri (Aristocrazia, Alto clero)
2. Lavoratori sterili (Artigiani, Mercanti)
3. Lavoratori produttivi (Agricoltori, Allevatori, Pescatori)

## Descrizione
Questo modello fu elaborato da François Quesnay (1694-1774), il più famoso esponente della scuola fisiocratica.
Il modello prevede un flusso di merci che viene prodotto e distribuito secondo uno schema basato sull'analogia con la circolazione sanguigna. Si tratta di un equilibrio economico stazionario, chiuso, in cui non c'è la distinzione tra fattori produttivi e beni prodotti.
Le Tableau économique costituisce il primo tentativo di schematizzare il funzionamento di un sistema economico che ha immissioni ed emissioni, entrate ed uscite.
Quesnay tende a mettere la terra al centro del suo pensiero. Nel tableau di Quesnay esiste una classe sociale costituita da liberi Agricoltori proprietari dei mezzi di produzione: i capitalisti. Questi prendono in affitto la terra dai relativi proprietari (i Rentiers) e assumono i braccianti del cui lavoro hanno bisogno.
Ci sono alcune caratteristiche da tenere in considerazione:
1. il capitale in grano usato come semente e come bene di sussistenza dei padroni e dei braccianti deve essere disponibile prima che cominci la coltivazione della terra (chiamato anticipazione annuale);
2. per capitale si intende sia i mezzi fisici di produzione (sementi) sia i mezzi di sussistenza degli agricoltori e dei braccianti;
3. il processo è circolare; la stessa merce è al contempo sia Input (sementi e grano di sussistenza) che Output (grano raccolto).

Egli supponeva che all'inizio del processo di produzione i capitalisti avessero a disposizione 3 unità di grano, le quali servivano 1 unità come sementi e 2 unità come beni di sussistenza dei lavoratori. Alla fine dell'annata essi si aspettavano 5 unità di grano, quindi un sovrappiù di 2 unità.
Questa operazione è possibile perché tutte le grandezze prese in considerazione sono omogenee, non hanno bisogno di alcuna teoria del valore e possono essere espresse addirittura in termini fisici (unità di grano). Nei sistemi capitalistici, in cui si produce un'infinità di merci, la soluzione data da Quesnay è insostenibile.
Quesnay presenta uno schema macroeconomico, però, suddividendo e classificando le classi sociali (che poi coincidono con le classi economiche), quindi non parla di cittadini, come avrebbe dovuto fare trattandosi di uno schema macroeconomico, ma parla di un proprietario terriero, un artigiano e un agricoltore (gli Agricoltori o Imprenditori Agricoli sono i coltivatori diretti, gli imprenditori che anticipano capitale in attrezzature e materie prime e assumono braccianti per la produzione, ma non sono proprietari della terra che coltivano).
Inizialmente si ha:
1. un Proprietario Terriero che possiede 2 Terreni;
2. un Artigiano che ha prodotto 3 Manufatti;
3. un Agricoltore che ha prodotto 3 Alimenti e 2 Materie Prime (Sementi).

Gli Agricoltori devono affrontare il processo produttivo nel loro settore (l'agricoltura) quindi conservano per se stessi 1 di Alimenti e 1 di Sementi e acquistano dagli artigiani 1 di Manufatti e dai Proprietari Terrieri 2 Terreni.
Gli Artigiani devono produrre i Manufatti e pertanto hanno bisogno di 1 di Materie Prime e 1 di Alimenti che Acquistano dagli Agricoltori e di 1 di Manufatti che hanno prodotto loro stessi l'anno precedente. I Proprietari Terrieri invece non producono ma acquistano il necessario per vivere ovvero 1 di Alimenti dagli Agricoltori e 1 di Manufatti dagli Artigiani.
Guardato dal punto di vista delle vendite anziché degli acquisti possiamo dire:
1. gli Agricoltori vendono 1A e 1S agli Artigiani e 1A ai Rentiers. Tengono per sé 1A e 1S;
2. gli Artigiani vendono 1M agli Agricoltori, 1M ai Rentiers e tengono per sé il restante 1M;
3. i Rentiers vendono 2 Terreni agli Agricoltori.

Allora, complessivamente gli Agricoltori vendono tanto quanto comprano (in pratica Quesnay confonde i valori delle cose con la loro quantità, cioè 1 Terreno = 1 Alimento = 1 Manufatto). Tutto quello che producono lo devono vendere, né più né meno. Gli Artigiani vendono 2M e acquisto 1A+1S ovvero tanto quanto hanno venduto. I Proprietari Terrieri si limitano a spendere nel ciclo produttivo quello che hanno preso sotto forma di prodotto netto da parte degli Agricoltori; risultano dei soggetti passivi perché non producono ma sono comunque soggetti attivi sul mercato perché comprano 1A e 1M e vendono 2T. Tutto quadra perché ogni classe economica spende tanto quanto vende.
Dopo gli scambi si avrà:
1. il Proprietario Terriero possiede il necessario per vivere ovvero 1 di Alimenti e 1 di Manufatti;
2. l'Artigiano possiede il necessario per vivere e per produrre nuovamente: 1 Alimenti, 1 Sementi, 1 Manufatti (macchinari);
3. il Contadino possiede il necessario per vivere e per produrre nuovamente: 1 Alimenti, 2 Terra, 1 Sementi, 1 Manufatti (zappa e altro).

Potremmo richiudere il ciclo dicendo che gli Alimenti e le Materie Prime (Sementi) si consumano nella produzione e lo stesso accade (e ciò è vero nel lungo periodo) ai Manufatti. Ma nel frattempo gli Agricoltori hanno prodotto 3 unità di Alimenti e 2 di Sementi, mentre gli Artigiano hanno prodotto 3 di Manufatti. Se consideriamo che per pagare l'affitto dei 2 Terreni gli Agricoltori devono dare 2 A ai Rentiers la situazione diventa:
Dopo la produzione si avrà:
1. il Proprietario Terriero possiede 2 di Alimenti come rendita del terreno;
2. l'Artigiano ha prodotto 3 Manufatti;
3. il Contadino ha prodotto 3 Alimenti (2 dei quali sono andati ai Rentiers come rendita) e 2 Sementi; tengono per sé i 2 terreni.

Oppure più semplicemente alla fine della produzione, gli Agricoltori restituiscono i terreni ai legittimi proprietari per poi riaffittarli se necessario. Allora avremo esattamente la situazione iniziale.
Dopo la produzione si avrà:
1. al Proprietario Terriero ritornano i suoi 2 Terreni;
2. l'Artigiano ha prodotto 3 Manufatti;
3. il Contadino ha prodotto 3 Alimenti e 2 Sementi; ha restituito i 2 terreni.

In realtà, nella formulazione di Quesnay gli artigiani non tengono nulla per sé perché non sono considerati produttivi. Essi semplicemente trasformano le Materie Prime della natura in Manufatti. Infatti, partono da 2M e vendono 1M ai Rentiers e 1M agli Agricoltori, comprando 1A e 1S da questi ultimi. Invece gli Agricoltori consumano 1A e, supponiamo, ½M per vivere mentre dal restante ½M + 1S + 2T (= 3½) producono 3A + 2S (= 5). Quindi essi producono effettivamente ricchezza dal nulla. Anche i Rentiers sono inerti perché non producono nuova ricchezza. Comunque sia e comunque si voglia vedere la cosa, non c'è dubbio che questo modello è un modello statico, di una economia in fin dei conti non produttiva, perché il prodotto nazionale o la ricchezza complessiva non varia dopo un ciclo di scambio e produzione, cioè non si produce alcuna ricchezza aggiuntiva.
L'innovazione di Quesnay risiede nel fatto che nella sua formulazione di un modello matematico, seppur semplice ed incompleto, ci sono le premesse per il concetto macroeconomico dell'equilibrio economico generale e per il modello input-output di Wassily Leontief.
Molti ritengono che il fondatore dell'economia politica sia stato Smith (1776) mentre Marx dirà che il vero fondatore è Quesnay per aver introdotto il concetto di un processo economico circolare seppure stazionario e chiuso, per non aver fatto distinzione tra fattori e mezzi produttivi, tra fattori produttivi (input) e beni prodotti (output) (è il concetto base della Produzione di merce a mezzo di merce) e soprattutto per aver classificato e distinto le classi sociali, facendoli coincidere con le classi economiche.
Infine si potrebbe dire che ha concepito un processo che in un certo modo rispetta il presupposto della concorrenza perfetta senza porsi il problema della domanda effettiva, ovvero tutto quello che viene prodotto deve essere rimesso in circolo e quindi investito e consumato. Nel suo pensiero, la moneta non conta e non è soggetta ad alcuna domanda effettiva. Il suo modello tratta un equilibrio stazionario e non esiste una teoria del valore in senso proprio.